# Kyaraben

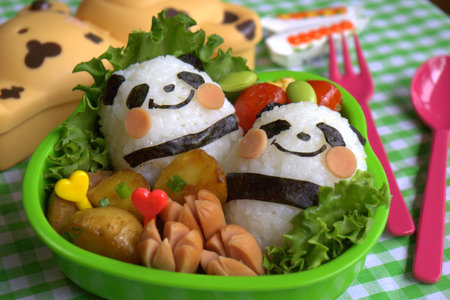
Un kyaraben conteniendo bolas de arroz con forma parecida a un oso panda.

Se llama kyaraben o charaben (キャラ弁?), abreviatura de character bentō (キャラクター弁当 kyarakutā bentō?), a un estilo de bentō muy elaborado que incluye comida decorada para parecer personas, personajes populares, animales o plantas. Las amas de casa japonesas dedicaban con frecuencia tiempo a idear comidas familiares, incluyendo sus almuerzos en cajas.
Originalmente, un bentō decorado tenía el objetivo de interesar a los niños por la comida y animarles a ampliar sus hábitos alimenticios. Actualmente ha evolucionado hasta el punto de celebrarse concursos nacionales.